# Esther Hobart Morris
Esther Hobart Morris, född 1813, död 1909, var en amerikansk domare.
Hon räknas som den första kvinnliga fredsdomaren i USA, då hon utnämndes till fredsdomare i South Pass City, Wyoming, i februari 1870. 